# KOF: Maximum Impact
KOF: Maximum Impact (ou só "KoF:MI"; também chamado de KOF: Sons  of the Fate) é um jogo de luta desenvolvido pela SNK Playmore e lançado para PlayStation 2. É o primeiro jogo em 3D da série The King of Fighters.
É um jogo não-canônico à série do The King of Fighters e o primeiro KoF feito em 3D (3 dimensões). O jogo conta com 20 personagens, sendo destes 6 novos, como os irmãos Alba Meira e Soiree Meira.

## Modos de jogo
Este jogo tem diferentes modalidades, como: Challenge (Desafios e Missões) e Versus (contra a máquina ou contra um adversário real, podendo jogar com um trio ou apenas um personagem).

## Gráficos
O jogo já foi muito criticado em razão de seu gráfico, com aparência de media qualidade, mas é possível que os desenvolvedores do jogo, querendo manter a originalidade das formas dos personagens, talvez não conseguiram homogeneizar a mistura de desenhos estilo mangá com as técnicas 3D.

## Personagens
Ao todo, são 20 personagens, sendo 6 deles originais da série.

### Originais
- Alba Meira
- Soiree Meira
- Chae Lim
- Mignon Beart
- Lien Neville
- Duke (chefe final)

### Antigos
- Kyo Kusanagi
- Iori Yagami
- Athena Asamiya
- Leona Heidern
- K'
- Maxima
- Seth
- Terry Bogard
- Mai Shiranui
- Rock Howard
- Ryo Sakazaki
- Yuri Sakazaki
- Ralf Jones
- Clark Steel

Muitos personagens desses aparecem na nova versão The King of Fighters Maximum Impact 2
- Alba Meira
- Luise Meyrink
- Nagase
- Billy Kane
- Soiree Meira
- Kula Diamond
- Terry Bogard
- Rock Howard
- Iori Yagami
- Mai Shiranui
- K Dash
- Ralf Jones
- Clark Steel
- Leona Heidern
- Yuri Sakazaki
- Ryo Sakazaki
- Seth
- Maxima
- Kyo Kusanagi
- Athena Asamiya
- Chae Lim
- Mignon Beart
- Lien Neville
- Duke

### Novos
- Nightmare Geese
- Armor Ralf
- Mr. Karate
- Hyena
- Lilly Kane
- Wild Wolf
- Ninom Beart
- B.Jenet
- Kyo Kusanagi Classic
- Kim